# Azurina hirundo
Azurina hirundo е вид бодлоперка от семейство Pomacentridae. Видът е почти застрашен от изчезване.

## Разпространение и местообитание
Разпространен е в Мексико и САЩ.
Среща се на дълбочина от 5 до 30 m.

## Описание
На дължина достигат до 14 cm.